# Brook Bauer
Brook Bauer (* 6. September 1998 in Fort Lauderdale, Florida) ist eine US-amerikanische Beachvolleyballspielerin.

## Karriere
Die St. Thomas Aquinas High School gewann mit der in Südflorida aufgewachsenen Sportlerin in jedem ihrer vier Schuljahre den Titel der Broward County Liga und wurde von 2014 bis 2016 zusätzlich jedes Mal Florida Champion. Einen wesentlichen Anteil an diesen Erfolgen hatte die Außenangreiferin mit 874 erfolgreich abgeschlossenen Angriffen, 72 Blocks und 552 gelungenen Abwehraktionen. Für ihre Leistungen wurde sie mehrfach ausgezeichnet. 2015 wurde sie zur wertvollsten Spielerin (MVP) im Landesfinale gewählt. In der gleichen Saison gewann sie die West Coast Junior Olympic Games im Beachvolleyball. Im letzten Schuljahr
benannte sie der Miami Herald für das All-Country first team. Außerdem wurde sie MVP sowohl in ihrer eigenen Mannschaft als auch im BCAA All-Star South Central Team. 2016 machte sie ihre ersten Erfahrungen bei zwei Turnieren der Association of Volleyball Professionals. Dabei überstanden sie und Madison Fitzpatrick die drei Qualifikationsrunden bei den New Orleans Open und scheiterten erst in der ersten Hauptrunde.
Im Anschluss an die High School wechselte Bauer an die Pepperdine University und konzentrierte sich auf den Sport im Sand. In ihrem ersten Jahr als Freshman wurde sie schon mit ihrer Partnerin Madalyn Roh auf Court 2 mit dem Ergebnis von vierzehn Siegen bei nur einer Niederlage eingesetzt. Diese Erfolge sorgten dafür, dass die beiden danach an Position eins spielen durften und auch hier war die Bilanz mit 9:6 positiv. Mit diesen Leistungen sorgten sie mit dafür, dass die Waves das Viertelfinale der National Collegiate Athletic Association (NCAA) Championships erreichten. Bauer wurde zum Conference Freshman des Jahres ernannt. Dies war das erste Mal, dass eine Studentin der Bildungsstätte in Malibu diese Ehrung erhielt.
Vierzehn Siege mit Heidi Dyer und drei Spielgewinne mit Deahna Kraft halfen im folgenden Spieljahr, dass die Waves wiederum in die NCAA Play-offs einzogen. Brook Bauer wurde als Sophomore zur besten Abwehrspielerin der Konferenz gekürt und gleichzeitig mit Dyer American Volleyball Coaches Association (AVCA) First Team All-American. In der wegen der COVID-19-Pandemie verkürzten Junior Saison siegten Kraft und Bauer in drei von sieben Partien gegen Gegnerinnen, die alle im nationalen Ranking zu den Topp fünfzehn Duos gehörten.
Als Senior (Bildung) setzte Bauer ihr Studium an der Florida State University fort und spielte mit Madelyne Anderson 41 Partien auf Feld eins und eine weitere auf Feld zwei. Die 30 Spielgewinne mit dieser Partnerin führten zu den Auszeichnungen als CCSA All-Academic-, All-Conference- und All-Tournament-Team. Zusätzlich wurden die beiden als AVCA First Team All-American geehrt. Brook Bauer war damit eine der wenigen Spielerinnen, die an zwei verschiedenen Hochschulen diese Auszeichnung erhielt. Das Nummer eins Beachpaar der Uni war darüber hinaus mit wichtigen Siegen in den Play-offs entscheidend daran beteiligt, dass die Seminoles im Endspiel der NCAA Championships standen.
Hatte Bauer während ihres Studiums immer mal wieder vergeblich versucht, sich bei der AVP Tour ins Hauptfeld zu kämpfen, nahm ihre Karriere im Anschluss an die Studentenzeit Fahrt auf. Mit Katie Horton gelangen ihr bei FIVB Futures 2022 eine Finalteilnahme und ein weiterer Vorstoß in die Vorschlussrunde. Die US-Amerikanerinnen erreichten danach das Endspiel der AVP Open in Huntington Beach und mussten sich nur gegen die späteren Weltmeisterinnen Kelly Cheng und Sara Hughes geschlagen geben. 2023 standen einige Viertelfinalteilnahmen zu Buche. Anschließend setzte Brook Bauer ihre Karriere bei der amerikanischen Serie mit Megan J. Rice fort und erreichte mit ihr im November das Endspiel in Laguna Beach. Bei der Contender Veranstaltung in Virgina Beach eine Spielzeit später gelang ebenfalls die Finalteilnahme, während in Chicago in der Runde der letzten Acht das Aus durch die amtierenden Weltmeisterinnen kam. In der Volleyball World Beach Pro Tour fand 2024 das erfolgreiche Duo aus der Florida State wieder zueinander. Bei den Futures in Halifax und Castelló  erhielten Brook Bauer und Maddie Anderson die Goldmedaillen. Bei drei Challenger Teilnahmen zum Abschluss des Jahres in Haikou, Chennai und Nuvali wurden die ehemaligen Kommilitoninnen Siebte in China, Fünfte in Indien und Dreizehnte auf den Philippinen.

## Auszeichnungen
- 2018: Conference Freshman des Jahres
- 2019: Conference Abwehrspielerin des Jahres
- 2019: AVCA All-American First-Team mit Heidi Dyer
- 2022: AVCA All-American First-Team mit Madelyne Anderson
- 2023: VolleyballMag. AVP Most Improved Player

## Privates
Steve und Dana Bauer, die Basketball an der Miami University spielte, sind die Eltern der Athletin. Ihr jüngeres Geschwister heißt Blake. An der Universität im Los Angeles County machte Brook Bauer ihren Bachelor in Betriebswirtschaftslehre. An der Florida State kam der Master of Business Administration - MBA Business Analytics hinzu. Verschiedene Lebenserfahrungen wie Umweltverschmutzungen, die in ihrem Heimatort immer wieder für Unterbrechungen beim Sport sorgten, um das Spielfeld freizuräumen, ein Feuer 2018, das fast 100.000 Hektar Land verbrannte, brachten die Sportlerin dazu, sich nicht nur um ihre Karriere, sondern auch um die Umwelt zu kümmern. Daher schloss sie sich den EcoAthletes an, zu denen unter anderem auch die Weltmeisterin und Silbermedaillengewinnerin der Olympischen Spiele 2024 Melissa Humana-Paredes gehört.